# 지닌 라일리

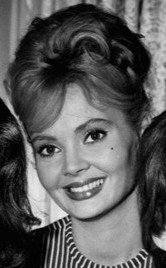

지닌 라일리(Jeannine Riley, 1940년 10월 1일 ~ )는 미국의 배우이다.

## 영화
- 시한폭탄 (1991년)
- 일렉트라 글라이드 인 블루 (1973년) - 조렌 역
- 웃음파는 남자 (1969년)
- 더 빅 마우스 (1967)
- 첩보원 0011 (1964년)